# 1995년 대한민국
이 문서는 1995년 대한민국에서 일어난 사건을 다룬다.

## 재임자
제6공화국 (문민정부)
- 대통령 : 김영삼
- 국무총리 : 이홍구 (~12월 17일), 이수성 (12월 18일~)